# Забайкальське козаче військо
Забайка́льське коза́че ві́йсько (рос. Забайкальское казачье войско) — одне з одинадцяти козачих військ Російської імперії XIX — XX століття. Розміщувалося в Забайкальській області. Військовий штаб — місто Чита. Існувало протягом 1851–1918 років. Патрон — святий Олексій. Брало участь в придушенні Іхетуаньського повстання (1899–1901), в російсько-японській (1904–1905 і Перший світовій війнах (1914–1918). Ліквідоване радянською владою в ході громадянської війни в Росії.

## Історія

### Заснування
Забайкальське козаче військо було утворене 17 березня 1851 наказом імператора Миколи I на території Забайкалля. Воно формувалося з частини сибірських козаків, бурятів, евенкійських військових формувань, російських та українських селян-колоністів. Військо складалося з 3 кінних полків і 3 піших бригад. До них входили 1-й, 2-й, 3-й російські полки, 4-й тунгуський (евенкійський) полк, 5-й і 6-й бурятські полки. Забайкальські козаки мусили здійснювали охорону кордону з Китаєм, а також нести внутрішню службу.
1858 року зі складу Забайкальського козачого війська було виокремлено Амурське козаче військо.
На чолі війська стояв наказний отаман, яким з 1871 року був військовий губернатор Забайкальської області з центром в Читі.
Першим наказним отаманом 23 жовтня 1871 став Павло Іванович Запольський. На початку XX століття забайкальські козаки виставляли в мирний час 1 гвардійську півсотню, 4 кінних полки і 2 батареї; у Першу світову війну виставили 1 гвардійську півсотню, 9 кінних полків, 4 батареї і 3 запасних сотні.
24 грудня 1890 року було встановлено день військового свята. Ним стало 30 березня (17 березня за старим стилем), день поминання святого Олексія.

### Російсько-китайська війна
Забайкальські козаки брали участь у придушенні повстання боксерів в китайській династії Цін 1899–1901 років.

### Російсько-японська війна

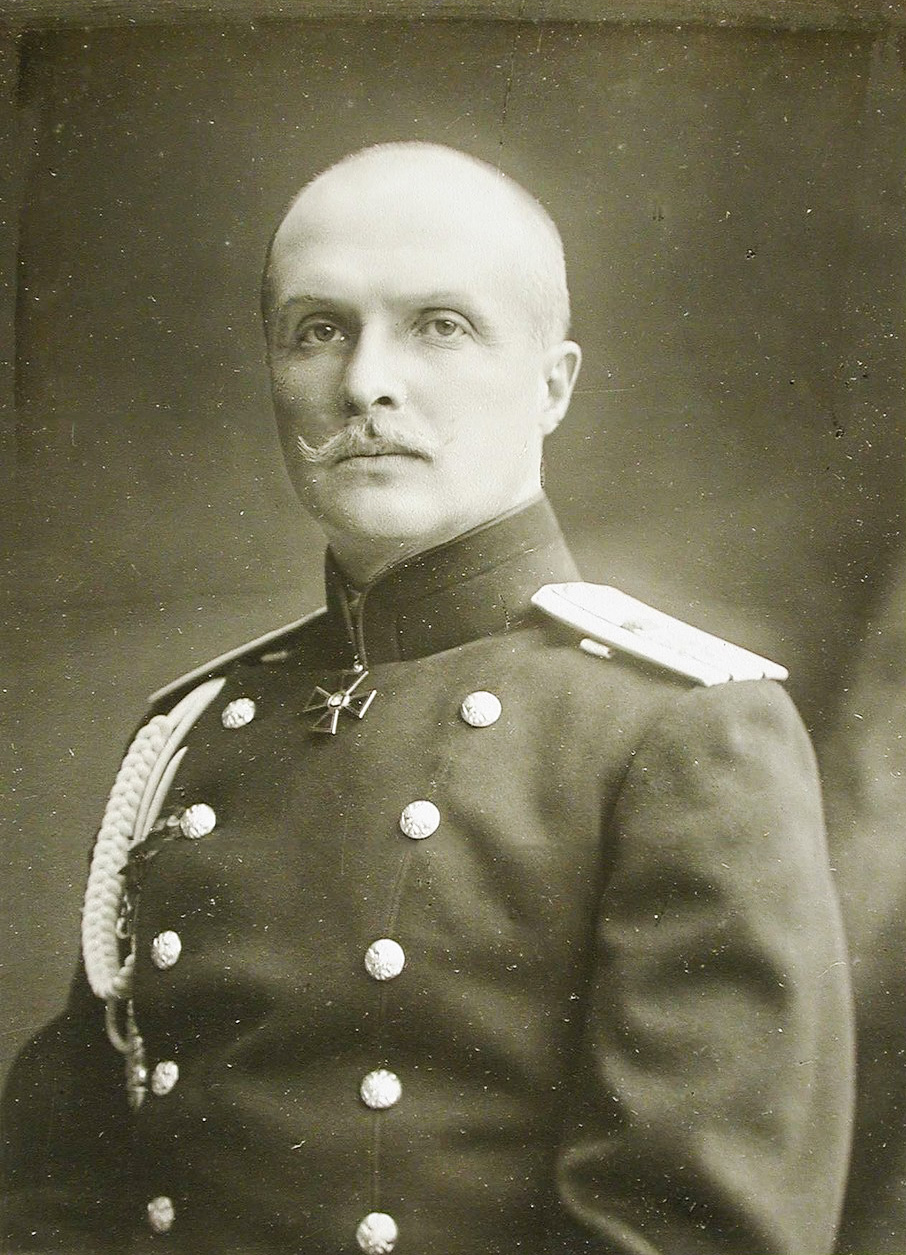
Павло Скоропадський, командир 5-ї сотні 2-го Читинського полку забайкальських козаків в російсько-японській війні.

Забайкальські козаки брали активну участь у російсько-японській війні 1904–1905 років. 18 січня 1904 року була створена Забайкальська козача дивізія, до складу якої увійшли:
- 2-й Аргунський полк;
- 2-й Верхньоудинський полк;
- 2-й Нерчинський полк;
- 2-й Читинський полк;
- 3-я батарея;
- 4-я батарея.

### Перша світова війна
У 1916 козаче населення Забайкальського козачого війська становило 265 тисяч чоловік, на військовій службі знаходилося 14,5 тисяч. Воно брало участь в Перший світовій війні.
Під час Громадянськой війни в Росії отаманом забайкальських козаків було обрано Г. М. Семенова, який виступив проти Жовтневого перевороту і вів бойові дії проти більшовиків. Під його керівництвом у 1918 році діяло державне утворення Забайкальська республіка, а у 1920 — Російська Східна Окраїна.
У 1920 припинило існування у зв'язку з ліквідацією Радянською владою козацтва як військового стану.

Карта земель Забайкальського війська

## Організація
- Наказний отаман Забайкальського козачого війська (голова дивізії і губернатор Забайкалля).
  - Військове чергування (військові справи)
  - Військове правління (господарські справи)
- Бригада → Полк → Сотня. Усього 6 бригад.
  - Аргунський перший козачий полк (центр Аргунська станиця)
  - Верхньоудинський перший козачий полк (центр Верхньоудинськ)
  - Читинський перший козачий полк (центр Чита)
  - Неречинський перший козачий полк (центр Неречинськ)

### Керівники
- Корсаков Михайло Семенович, полковник, згодом — генерал-лейтенант (14 грудня 1855 — 21 січня 1871) — наказний отаман.
- Барабаш Яків Федорович, генерал-майор (1 січня 1885 — 1 січня 1886) — наказний отаман.
- Надаров Іван Павлович, генерал-лейтенант (9 травня 1901 — 1 травня 1903) — наказний отаман.
- Парчевський Павло Антонович, генерал-майор (3 лютого 1903 — 15 квітня 1905) — начальник штабу.
- Ебелов Михайло Ісайович, генерал-лейтенант (25 жовтня 1906 – 26 квітня 1908) — наказний отаман
- Алексеєв Анатолій Миколайович, полковник (5 січня 1911 — 2 квітня 1912) — начальник штабу.
- Кияшко Андрій Іванович, генерал-лейтенант (28 березня 1912 — 1 січня 1916) — наказний отаман.
- Шкинський Яків Федорович, генерал від інфантерії (7 жовтня 1915 — 31 березня 1917) — військовий наказний отаман.